# 百尋ノ滝
百尋ノ滝（ひゃくひろのたき）は東京都西多摩郡奥多摩町にある滝の一つ。落差約40m。川苔山の山中、日原川へ流れ込む川苔谷上流部にあり、奥多摩山域でも有名な滝の一つである。

## 名称
「尋」は古く日本で用いられた長さの単位であり、現在のメートル法では約1.818 mである。したがって「百尋」とは181.8mとなるが、実際の落差は約40mほどしかない。

## アクセス
川苔山の登山口の一つ、川乗橋から徒歩約1時間40分。

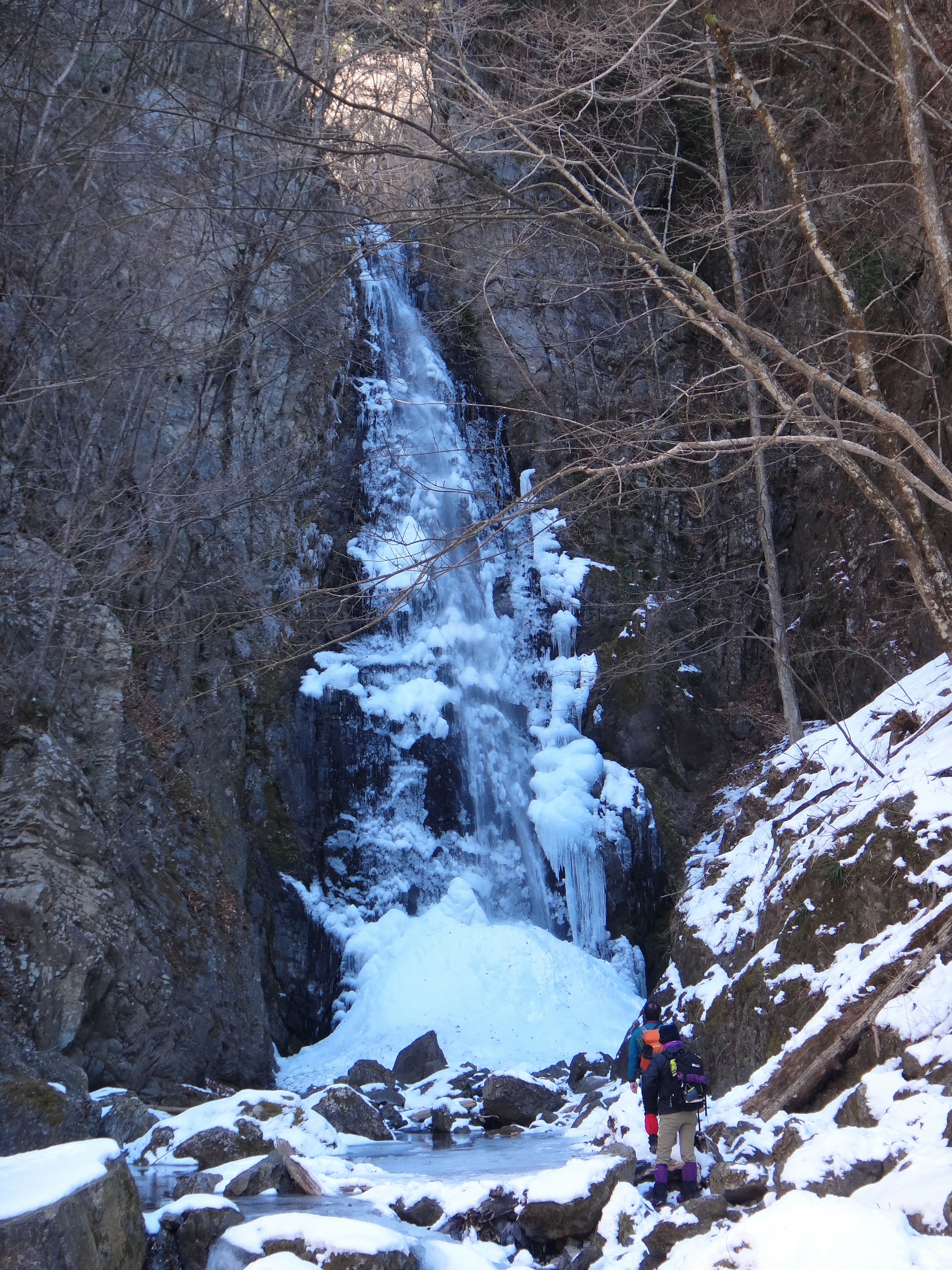
氷瀑となった百尋ノ滝